# ناندا (هنرپیشه)
ناندا (انگلیسی: Nanda; ۸ ژانویهٔ ۱۹۳۹ – ۲۵ مارس ۲۰۱۴) یک هنرپیشه اهل هند بود.
او در فیلم‌های گل خاک، عاشق، قصور من چیست؟، آکاشدیپ، او گفت، هر زمان که گلها شکوفا می‌شوند، بازار سیاه، سر و صدا، سه خانم، آهسته آهسته، خواهر بزرگتر، چالیا، ندای زمین و زن داداش بازی کرده‌است.